# John Joseph Mulcahy
John Joseph Mulcahy (* 26. Juni 1922 in Dorchester, Massachusetts; † 26. April 1994) war ein US-amerikanischer römisch-katholischer Geistlicher und Weihbischof in Boston.

## Leben
John Joseph Mulcahy empfing am 1. Mai 1947 das Sakrament der Priesterweihe.
Am 28. Dezember 1974 ernannte ihn Papst Paul VI. zum Titularbischof von Penafiel und bestellte ihn zum Weihbischof in Boston. Der Erzbischof von Boston, Humberto Kardinal Sousa Medeiros, spendete ihm am 11. Februar 1975 die Bischofsweihe; Mitkonsekratoren waren die Weihbischöfe in Boston, Thomas Joseph Riley und Lawrence Joseph Riley.
Am 21. Juli 1992 trat John Joseph Mulcahy als Weihbischof in Boston zurück.